# Nyklassicisme (musik)
Nyklassicisme eller neoklassicisme som musikhistorisk begreb regnes for opstået omkring eller efter 1920 i Paris omkring kunstnere som Igor Stravinsky, Jean Cocteau og "Groupe des Six". Jean Cocteau fordrede en fra det enkelte individ frigjort, objektiv kunst, der efterlod tilhørerne med en klar bevidsthed.[kilde mangler]
Nyklassicismen udgør en æstetisk strømning, der går gennem den europæiske musikkultur fra omkring 1920. I en tydelig afvisning af senromantisk ekspressivitet, af impressionismen og ekspressionismen i musikken, er nyklassicismen kendetegnet ved stræben efter klarhed, enkelhed og klassicitet. Der opstod en ny tonal og udpræget lineær musik, hvorved 1700-tallet (senbarok og tidlig klassik) hyppigt var forbillede for satsteknik, former og stilarter (ty. Gattungen)
Inden for orgelbyggeriet betegner nyklassicisme en især i Frankrig mellem ca. 1925 og 1975 dominerende instrumenttype, som forsøger at forbinde fransk-barokke ("klassiske"), fransk-romantiske og nordtysk-barokke klangelementer med moderne teknik ("l'orgue néoclassique").
Den kompositoriske strømning nyklassicisme bliver ofte uheldigt også betegnet som nybarok. Trods den svære afgrænsning (nyklassicismen tager ved siden af klassiske også senbarokke former og stilmidler op) har betegnelsen nyklassicisme (neoklassicisme) sat sig igennem i musikhistorien og i de indflydelsesrige musikleksika (Die Musik in Geschichte und Gegenwart, New Grove Dictionary)
Væsentlige elementer i nyklassicismen viste sig allerede i værker som Maurice Ravels Menuet Antique (1895) eller Sergej Prokofjevs Symphonie Classique (1916/17, UA 1918).
Nyklassicistisk prægede værker skrev blandt andre:
Komponister fra "Groupe des Six":
- Georges Auric
- Louis Durey
- Arthur Honegger
- Darius Milhaud
- Francis Poulenc
- Germaine Tailleferre

Desuden:
- Claude Arrieu
- Aram Khatjaturian
- Johann Nepomuk David
- Jean Françaix
- Paul Hindemith
- Zoltán Kodály
- Frank Martin
- Bohuslav Martinu
- Goffredo Petrassi
- Sergej Prokofjev
- Joaquin Rodrigo
- Igor Stravinsky
- Dmitrij Sjostakovitj
- Viktor Ullmann
- Jason Becker